# 大分市立敷戸小学校
大分市立敷戸小学校（おおいたしりつ しきどしょうがっこう）は、大分県大分市敷戸北町にある公立小学校である。

## 概要
大分市の南郊にある大規模住宅団地である敷戸団地の中に位置する。
敷戸団地の開発に伴い、1972年（昭和47年）4月に開校。学齢期の子供を抱える世帯の団地への入居に加え、近隣でも住宅団地の開発が進んだため生徒数が急増し、1978年（昭和53年）には1,400人を超えて大分県一のマンモス校となった。その後、新設校の分離や、住民の高齢化によって生徒数は減少している。

## 沿革
- 1972年（昭和47年）4月 - 大分市立東稙田小学校より分離して創立。
- 1979年（昭和54年）4月 - 大分市立鴛野小学校が分離。

## 通学区域
曲の一部、鴛野の一部、宮崎の一部、旦野原の一部、敷戸北町、敷戸東町、敷戸西町、敷戸南町、芳河原台、星和台一丁目、星和台二丁目、敷戸台一丁目、敷戸台二丁目
全域が、大分市立稙田東中学校の通学区域であり、本校の卒業生の多くは稙田東中学校に進学する。

## 交通
- 九州旅客鉄道（JR九州）豊肥本線敷戸駅より徒歩約12分
- 大分バス敷戸中央停留所より徒歩約8分

## 著名な卒業生
- 中西里菜 - 歌手（元AKB48）
- 後藤英之（政治家・実業家）
- 倉掛賢裕（政治家）
- あないこうじ（笑芸作家）